# 宇佐 (岐阜市)
宇佐（うさ）は、岐阜県岐阜市の町名。現行行政地名は宇佐1丁目から4丁目。郵便番号は500-8368（集配局:岐阜中央郵便局）。

## 地理
岐阜市西部に位置し、東は柳森町1丁目・宇佐東町、西は市橋2丁目・江添1丁目、南は宇佐南1丁目、北は本荘西・本荘中ノ町4丁目に接する。

## 世帯数と人口
2024年（令和6年）4月1日現在の世帯数と人口は以下の通りである。
| 町丁      | 世帯数    | 人口    |
| --------- | --------- | ------- |
| 宇佐1丁目 | 176世帯   | 477人   |
| 宇佐2丁目 | 392世帯   | 860人   |
| 宇佐3丁目 | 318世帯   | 626人   |
| 宇佐4丁目 | 324世帯   | 626人   |
| 計        | 1,030世帯 | 2,281人 |

## 学区
市立小・中学校に通う場合、学区は以下の通りとなる。
| 地域 | 小学校             | 中学校             |
| ---- | ------------------ | ------------------ |
| 全域 | 岐阜市立三里小学校 | 岐阜市立陽南中学校 |

## 歴史
厚見郡宇佐村を前身とする。

### 沿革

#### 宇佐
- 1889年（明治22年）7月1日 - 町村制による宇佐村が発足。
- 1897年（明治30年）3月1日 - 合併に伴い、稲葉郡三里村大字宇佐となる[6]。
- 1935年（昭和10年）6月15日 - 岐阜市へ編入し、同市宇佐となる[6]。
- 1978年（昭和53年）9月1日 - 一部が宇佐1丁目から4丁目・宇佐南1丁目から4丁目・六条南1丁目から3丁目となる[6]。
- 1979年（昭和54年）3月1日 - 残部が宇佐東町となる[6]。

#### 宇佐1～4丁目
- 1978年（昭和53年）9月1日 - 宇佐・本荘の各一部より、宇佐1丁目から4丁目が成立[4]。

## 施設

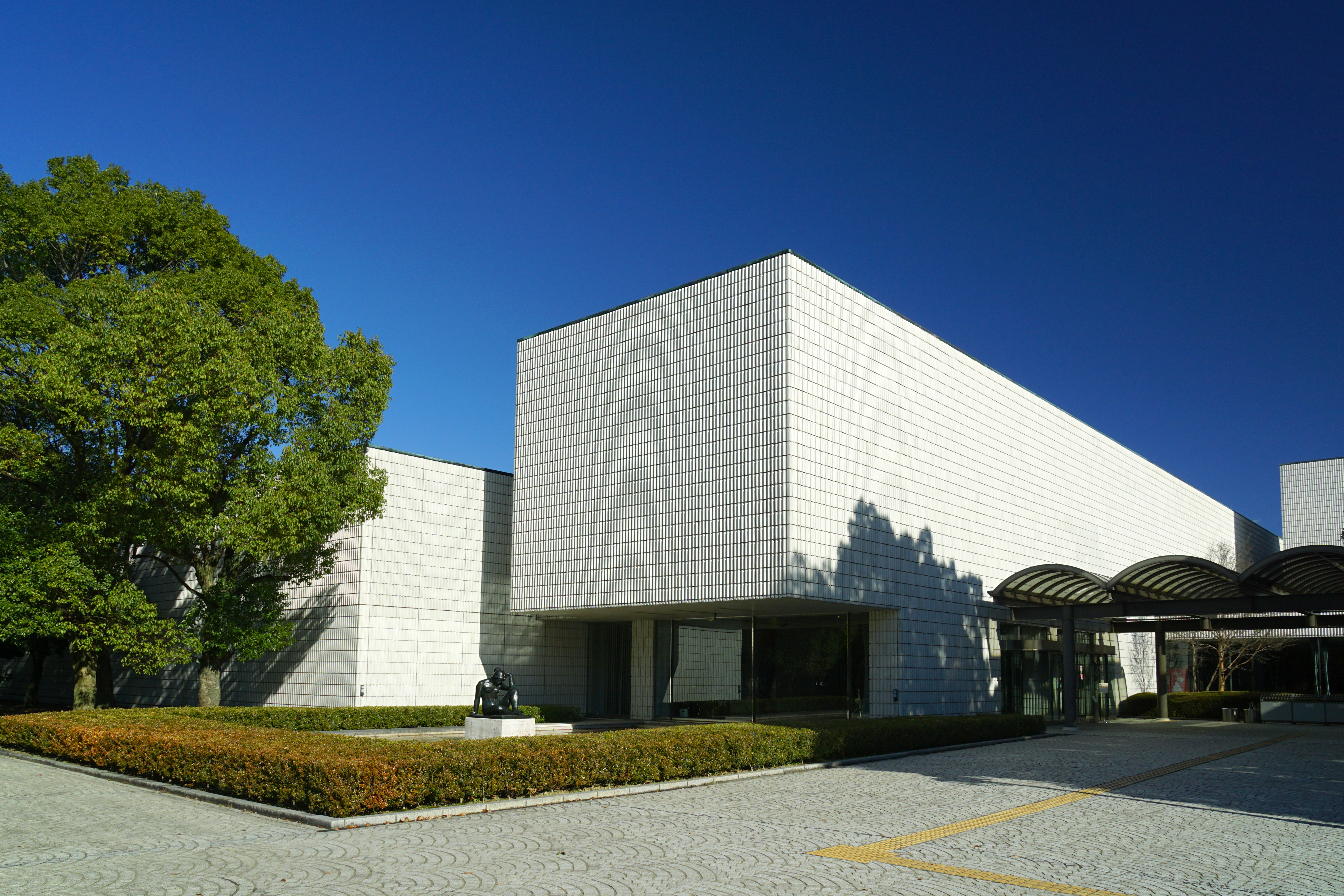
岐阜県美術館
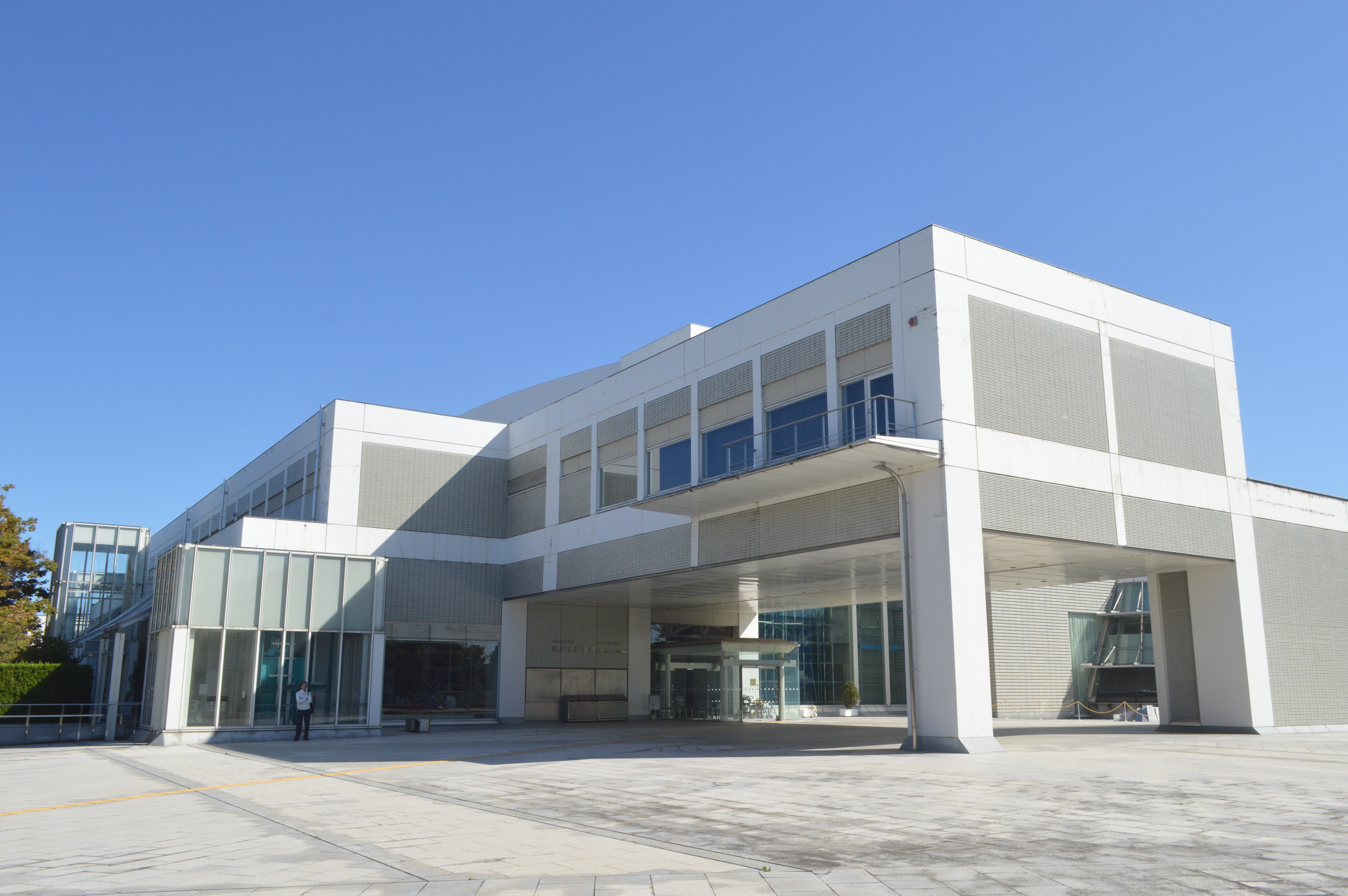
岐阜県図書館
- 大垣共立銀行県庁前支店
- スーパーオートバックス岐阜店

- 岐阜県美術館
- 岐阜県図書館

## 交通
- 岐阜県道1号岐阜南濃線（岐阜県道77号岐阜環状線重複）